# イネス・リグロン
イネス・リグロン（Inés Ligron、女性、1962年11月16日 - ）は、元ミス・ユニバース・ジャパンのナショナル・ディレクター。フランス・パリ生まれ。
1998年（平成10年）からミス・ユニバース・ジャパンを主宰し、2007年（平成19年）ミス・ユニバースに森理世が優勝した。

## 来歴
フランス・パリ生まれ、南仏モンペリエ出身。地元のリセ（高校）卒業後、美容学校在学中だった18歳のときに結婚。21歳で長男を出産し、同年にビューティーサロンを開業。その後、24歳で離婚し、その翌年に「何か新しいことをしたい」とサロンを売却、息子を連れてスペインへ移住。
その後、出張先の香港で夫ケン・バーガー（SMJ代表取締役）と出会い再婚。拠点を香港へ移し、31歳の時にモデル事務所IMGモデルのアジア・パシフィック・ディレクターとなり、IBG（Inter Beaute Group）設立。
1998年（平成10年）ミス・ユニバース主宰のドナルド・トランプ指名で、ミス・ユニバース・ジャパンのナショナル・ディレクター就任。翌1999年（平成11年）12月には、ミス・ユニバース・ジャパンの権利をトランプから買い取り、IBG Japan設立。
リグロンの指導でミス・ユニバースTOP5に残ったのは3人。2003年の宮崎京（第5位）、2006年の知花くらら（第2位）、2007年の森理世（第1位）を育てた功績によりリグロンも、Best National Director award for Miss Universe 2007受賞。
1959年の児島明子以来48年ぶりに日本発のミス・ユニバースを生み出した。
2011年の東日本大震災後、拠点をシンガポールに移した。家族は夫と息子3人。

## 著書
- 世界一の美女の創りかた（2007年12月7日、マガジンハウス）ISBN 978-4838718337
- 「世界一の美女」になるシークレット・レッスン(TODAYムック)（2008年3月、主婦と生活社）ISBN 978-4391626230
- 世界一の美女の創りかた PART2（2008年12月10日、マガジンハウス）ISBN 978-4838719341